# Allée couverte des Déserts
L'allée couverte des Déserts, appelée aussi allée couverte de la Butte-Vachon, est une allée couverte située à Argenteuil, dans le département du Val-d'Oise en France.

## Historique
L'emplacement était connu au début du XIXe siècle comme un lieu inculte situé au milieu de parcelles cultivées, d'où son appellation de « Désert ». Le ravinement ayant mis au jour une partie de la structure de l'édifice, celui-ci servit de carrière improvisée jusqu'en janvier 1867, lorsque M. Guédon, contremaître, constatant la présence d'ossements humains et d'objets en silex signala la découverte. Des fouilles y furent alors menées par Louis Legay, président de la Société parisienne d'archéologie et d'histoire. Après la fouille, la tombe fut restaurée par la Société française de Numismatique et d'Archéologie et la commune d'Argenteuil la protégea par l'installation d'une grille cadenassée avant 1899. 
L'édifice fut classé à l'inventaire des monuments historiques en 1943. Initialement propriété du ministère de la culture, l'édifice devient propriété de la commune après la signature d'une convention le 29 juin 2007. Le monument ne se visite que lors des journées du Patrimoine.

## Description

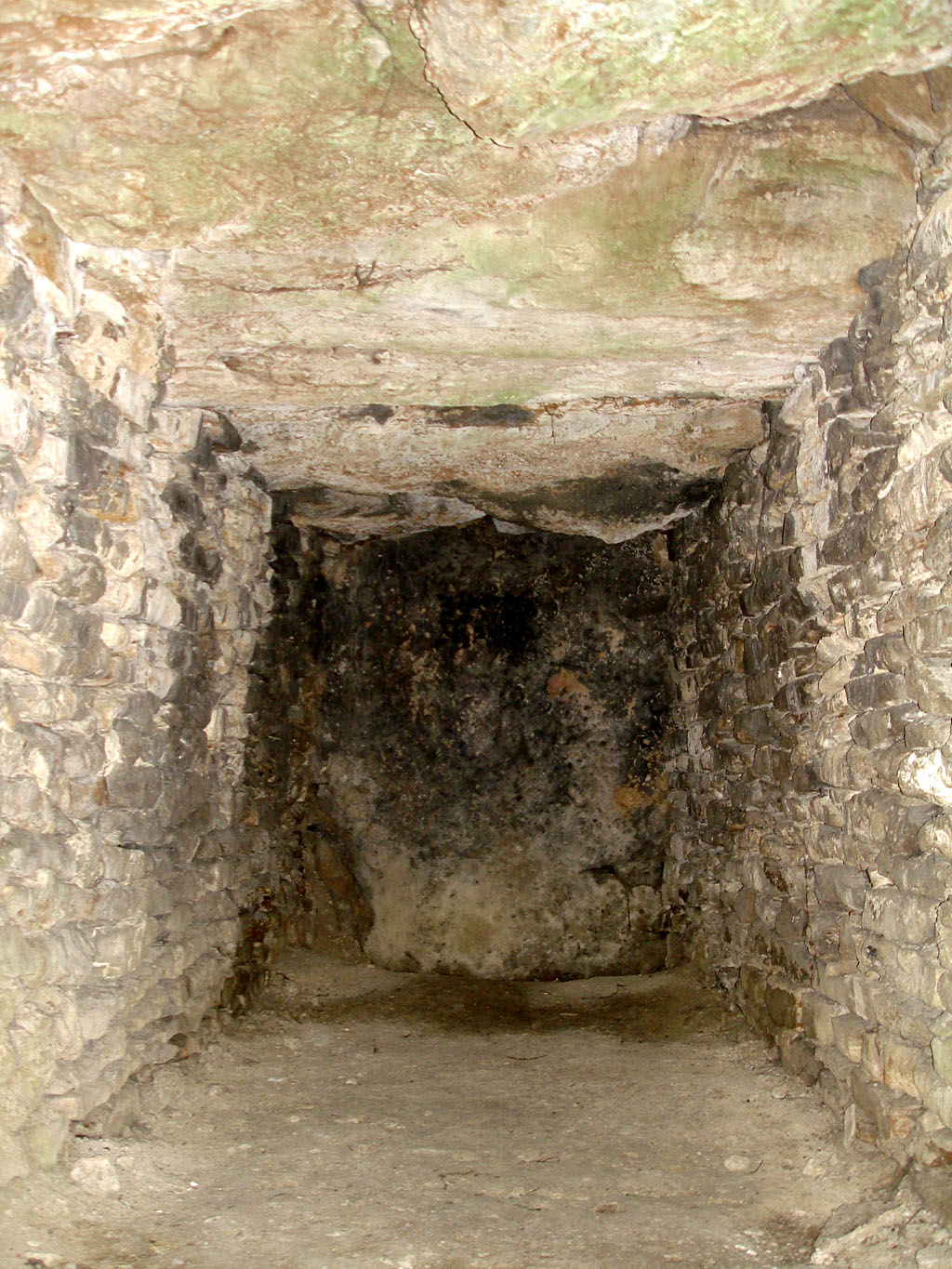
Vue intérieure

L'édifice est situé à flanc de colline, à 55 m d'altitude,  dominant la Seine distante d'environ 100 m. Lors des fouilles menées par Louis Leguay, l'allée couverte ne mesurait plus que 9,30 m de longueur, mais la présence d'un sol dallé se poursuivant sur plus de 3,70 m au-delà, laisse supposer que sa longueur à l'origine atteignait au moins 13 m bien qu'aucune trace de l'entrée ou d'une éventuelle antichambre n'ait été retrouvée. Elle est orientée selon un axe nord-nord-ouest/sud-sud-est vers la Seine. 
Elle a été construite semi-enterrée avec une section carrée (1,90 m de haut pour 1,90 m de large). Ses parois sont constituées de deux murs de plaquettes en meulière et calcaire soigneusement empilées à sec, à même le sol, de manière à constituer des parois intérieures parfaitement régulières. Le chevet est fermé par une dalle de 2,10 m de largeur, légèrement inclinée vers l'intérieur de la chambre, en appui sur les deux parois. Des dallettes recouvraient le sol. D'après le plan dressé par Leguay, la chambre était recouverte de cinq tables de couverture en grès, la dernière près du chevet étant brisée en deux parties. L'ensemble était surmonté d'un cairn dolménique constitué d'une superposition de plaquettes en calcaire, lui-même couvert de terre végétale formant tumulus, celui-ci étant connu sous le nom de «la butte Vachon».

## Fouille archéologique
Lors des fouilles, Louis Leguay constata que la partie arrière à l'ouest de la chambre avait subi un effondrement partiel, durant sa période d'utilisation, effondrement qui bouleversa la disposition d'origine des corps inhumés. Selon Leguay, les corps furent déposés en position assise, adossés au mur. Un squelette d'enfant fut même retrouvé en position verticale. On ne dispose d'aucun décompte précis du nombre de corps ensevelis mais onze crânes y furent découverts.
Le matériel lithique découvert se compose d'outils et d'armatures de flèches en silex, de haches polies (dont certaines encore emmanchées dans leur gaine en bois de cerf), d'une hache en jadéite du mont Viso et de haches-amulettes en roche dure. Les éléments de parure sont représentés par deux fragments perforés taillés dans une défense de sanglier pour l'un et dans une carapace de tortue pour l'autre, un pendentif en schiste et des perles en nacre. Des poinçons en os et des tessons de poteries attribuées à la culture Seine-Oise-Marne ont aussi été retrouvés. L'ensemble a été daté du Néolithique final.
Des ossements de blaireaux, castors, sangliers, chevaux et cerfs ont aussi été découvert.
Une partie de ce mobilier est conservée au musée des Antiquités nationales à Saint-Germain-en-Laye.